# Calaveras County
Calaveras County är ett administrativt område i delstaten Kalifornien, USA. År 2010 hade Calaveras County 45 578 invånare. Den administrativa huvudorten (county seat) är San Andreas.

## Geografi
Enligt United States Census Bureau så har countyt en total area på 2 685 km². 2 642 km² av den arean är land och 44 km² är vatten. 

### Angränsande countyn
- Stanislaus County, Kalifornien - sydväst
- San Joaquin County, Kalifornien - väst
- Amador County, Kalifornien - nord
- Alpine County, Kalifornien - nordost
- Tuolumne County, Kalifornien - syd, sydöstra

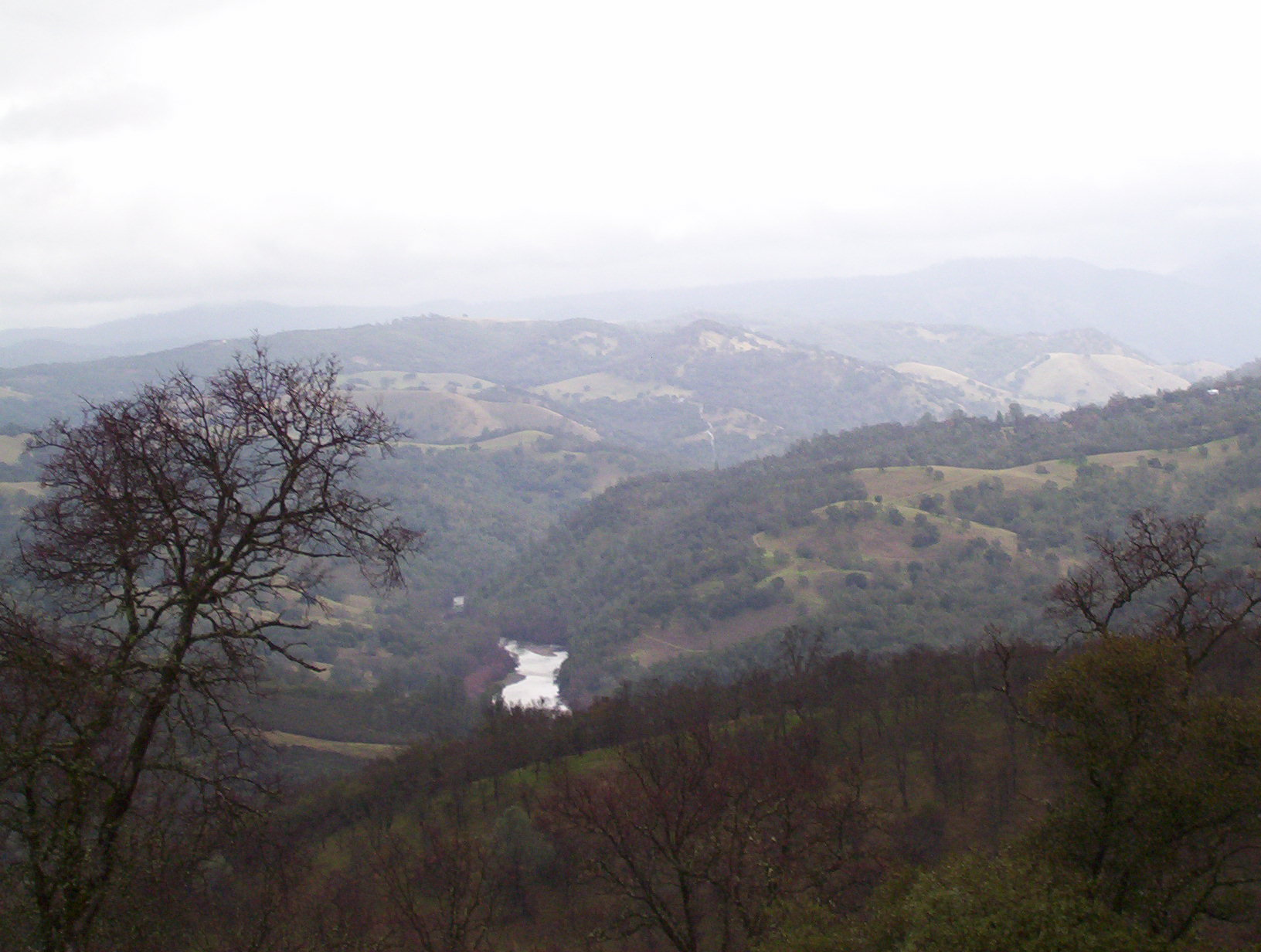
Vy över Calaveras County.